# تالاب ناصری
تالاب ناصری که با نام تالاب نیشکر یا تالاب خرمشهر نیز شناخته می‌شود یکی از تالاب‌های مصنوعی در جنوب خوزستان است که در ۱۰کیلومتری مسیر شمال جاده ترانزیتی خرمشهر - اهواز واقع شده و به عنوان یکی از جاذبه‌های گردشگری خوزستان نیز معرفی شده است. ساخت این تالاب ایدهٔ عبدعلی ناصری، عضو هیئت علمی دانشکده علوم آب دانشگاه شهید چمران اهواز بود.

## وسعت
وسعت تالاب نیشکر «ناصری» خرمشهر ۲۹ هزار و ۷۰۰ هکتار است. خرمشهر هر ساله با وجود تالاب ناصری، کانال‌های آبیاری، مزارع پرورش ماهی و نیزارها میزبان پرنده‌های مهاجر است. دربارهٔ این تالابِ مصنوعی تا کنون مقالات علمی بسیاری تألیف و تهیه شده است. این تالاب همچنین به عنوان یکی از جاذبه‌های گردشکری خوزستان نیز معرفی می‌شود. این تالاب از تجمیع پساب‌های دو واحد نیشکر (به نام میرزا کوچک خان و امیرکبیر) در مرز ایران و عراق در خرمشهر طی بیش از یک دهه گذشته ایجاد شده است.

## وجه تسمیه
تالاب ناصری یا تالاب نیشکر که در نزدیکی خرمشهر واقع شده است، این تالاب با نام تالاب ناصری خوانده می‌شود. این عنوان برگرفته از نام عبدعلی ناصری است.

## جوجه‌آوری پرندگان
هرساله از ۱۵ اسفند ماه تخم‌گذاری و جوجه‌آوری پرندگان آغاز شده که در مدت شش ماه هرگونه اقدام به شکار و صید پرندگان ممنوع و غیرقانونی خواهد بود و در دیگر روزهای سال نیز تنها با کسب پروانه و رعایت دستورالعمل اعلامی از سوی سازمان محیط زیست مجاز به انجام شکار در مناطق آزاد خواهند بود.

## گونه‌های پرنده
تاکنون ۴۱ گونه پرنده در شهرستان خرمشهر در تالاب ناصری شناسایی شده که عمدتاً این پرندگان شامل گونه‌های زمستان‌گذر، انواع مرغابی‌ها شامل خوتکا، اردک ارده‌ای، اردک مرمری، اردک سرسبز، آنقوت، تنجه و پرندگانی نظیر پلیکان و فلامینگو است که این پرندهگان از گیاهان و موجودات آبزی تغذیه می‌کنند.